# 藍綠乳菇
藍綠乳菇（學名：Lactarius indigo），又名靛藍乳菇，是紅菇科下的一種真菌。它們廣泛分佈在北美洲東部、東亞及中美洲。它們生長在落葉林及針葉林內，在多種樹上長出菌根。子實體呈深藍色至淡藍灰色。當其組織破損時會流出乳汁。浮汁呈靛藍色，當暴露在空氣下會逐漸變成綠色。菌蓋闊5-15厘米，蕈柄高2-8厘米及厚1-2.5厘米。它們是可以食用的，在墨西哥、瓜地馬拉及中國都有出售。

## 分類及命名
藍綠乳菇最初是於1822年由美國真菌學家Lewis David de Schweinitz描述，並分類在蘑菇屬中。後來於1838年，埃利亞斯·馬格努斯·弗里斯（Elias Magnus Fries）將之重置到乳菇屬中。1891年，德國植物學家Otto Kuntze將之更名為Lactifluus indigo，但卻沒有得到接納。Lexemuel Ray Hesler及Alexander Hanchett Smith在研究北美洲的乳菇屬後認為藍綠乳菇是Caerulei亞組的模式種，Caerulei是一類含有藍色乳汁的真菌。於1979年，他們修訂了乳菇屬內的分類，並將藍綠乳菇分類到Lactarius亞組中，建基於藍綠乳菇的乳汁顏色及其轉變。
藍綠乳菇的種小名是拉丁文的「靛藍色」，故又名靛藍乳菇。

## 特徵
藍綠乳菇的菌根藏於地下。在適合的氣溫、濕度及養份供應下，就會長出繁殖結構的子實體。菌蓋直徑5-15厘米，初期菌蓋是突出的，繼而中央凹陷，隨著年齡凹陷得越多。初期菌蓋邊向內捲曲，成熟時就不再捲曲，反而向上升。菌蓋表面呈靛藍色，逐漸變成淡灰藍色或銀藍色，有時有綠色疙瘩。菌蓋是有環的，有淡色及深色的區域，有時也有深藍色斑點。初長的菌蓋有黏性的觸感。

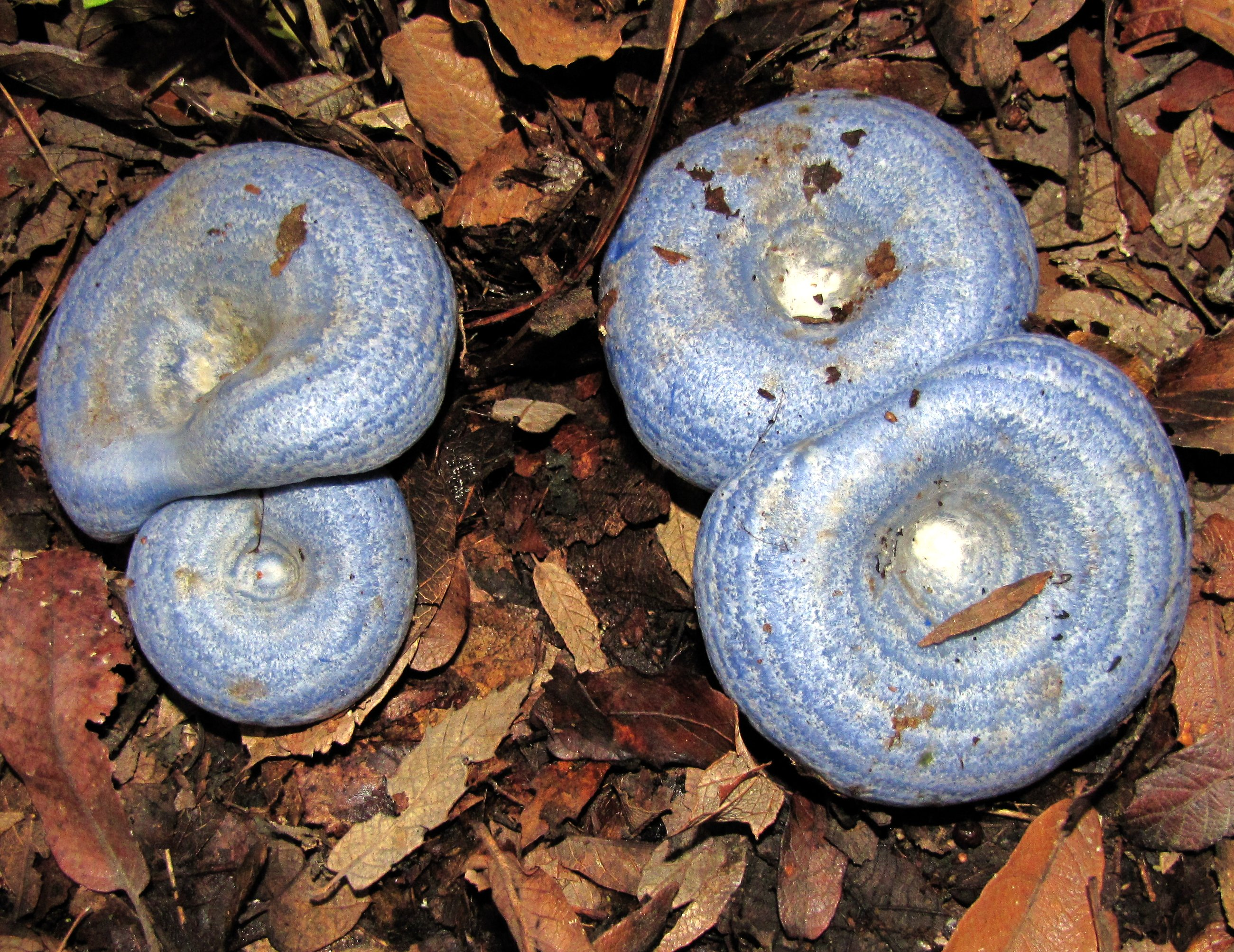
藍綠乳菇的菌蓋。

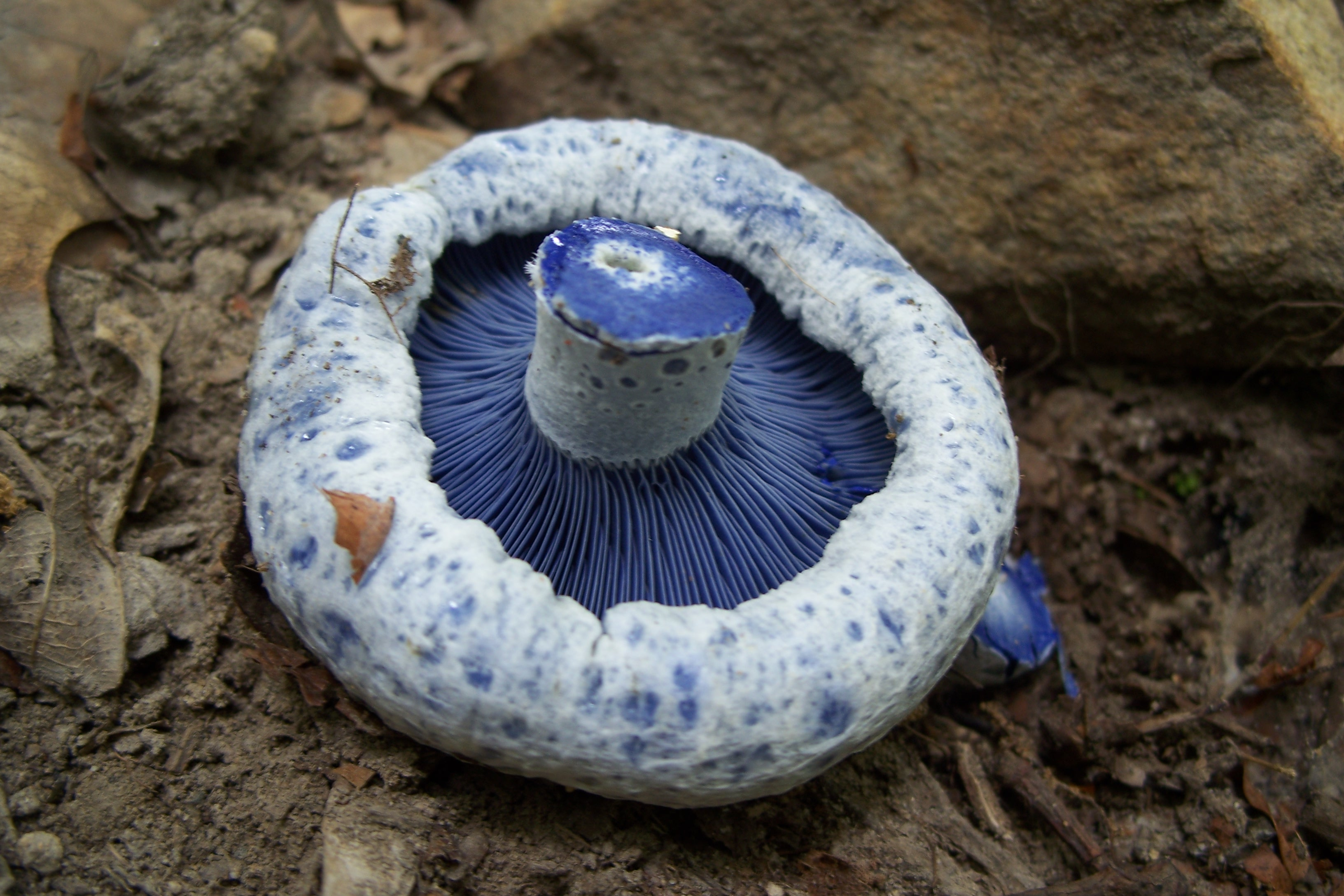
菌蓋向內捲曲的邊緣。

菌隨呈淡白色至藍色，當暴露在空氣中時會慢慢變為綠色。味道淡至辛辣。菌肉易脆，蕈柄屈曲時可以發出清脆的聲音。受損的組織會流出乳汁，乳汁是靛藍色，同樣暴露在空氣下會變成綠色。乳汁像蕈柄般味道淡淡。藍綠乳菇的乳汁量不及其他乳菇屬，越老的菌就會越乾。
菌褶是連生的或輕微向下延生，且是緊密生長的。菌褶也是靛藍色的，逐漸會變得淡色，受損時會有綠染色。蕈柄高2-6厘米及厚1-2.5厘米，呈圓柱體，基部有時較窄。蕈柄呈靛藍色至銀藍色或灰藍色。柄初期是實心的，後來會變得空心。蕈柄初期像菌蓋般觸感黏性，隨著漸長而變得乾身。蕈柄一般位於中央，有時會稍為偏離。子實體沒有明顯氣味。
藍綠乳菇有較細小的變種，名為Lactarius indigo var. diminutivus，其菌蓋直徑為3-7厘米，蕈柄長1.5-4厘米及厚0.3-1厘米。它們分佈在維吉尼亞州，而最初的標本是在德克薩斯州的布拉佐里亞縣發現。

### 微觀特徵
藍綠乳菇的孢子呈奶白色至黃色。在顯微鏡下，孢子是透明的，呈橢圓形至接近球狀，有澱粉質的結節，大小為7-9×5.5-7.5微米。掃描電子顯微鏡下可見孢子表面呈網狀。子實層有多種的細胞，可以透過分辨這些細胞來確定物種。孢子臺是含有4孢子的，最厚的位置長37-45微米，闊8-10微米。囊狀體是菌絲的末端細胞，負責協助孢子的擴散及維持孢子周邊的濕度。側生囊狀體呈軸狀，大小為40-56×6.4-8微米，頂端狹窄。菌褶邊緣有大量的褶緣囊狀體，大小約為40–45.6×5.6–7.2微米。

### 相似物種
藍綠乳菇最易分辨的是其藍色的子實體和乳汁。其他乳菇屬也有呈藍色的，包括Lactarius paradoxus。Lactarius chelidonium的菌蓋呈黃色至藍灰色，有黃色至褐色的乳汁。Lactarius quieticolor菌蓋菌肉是藍色的，而蕈柄基部呈橙色至紅橙色。雖然藍綠乳菇會變質的藍色是較為稀有的特徵，但於2007年在馬來西亞發現了5個新物種有藍色的菌肉及乳汁，包括Lactarius cyanescens、Lactarius lazulinus、Lactarius mirabilis和兩個未命名的。

## 可食用性

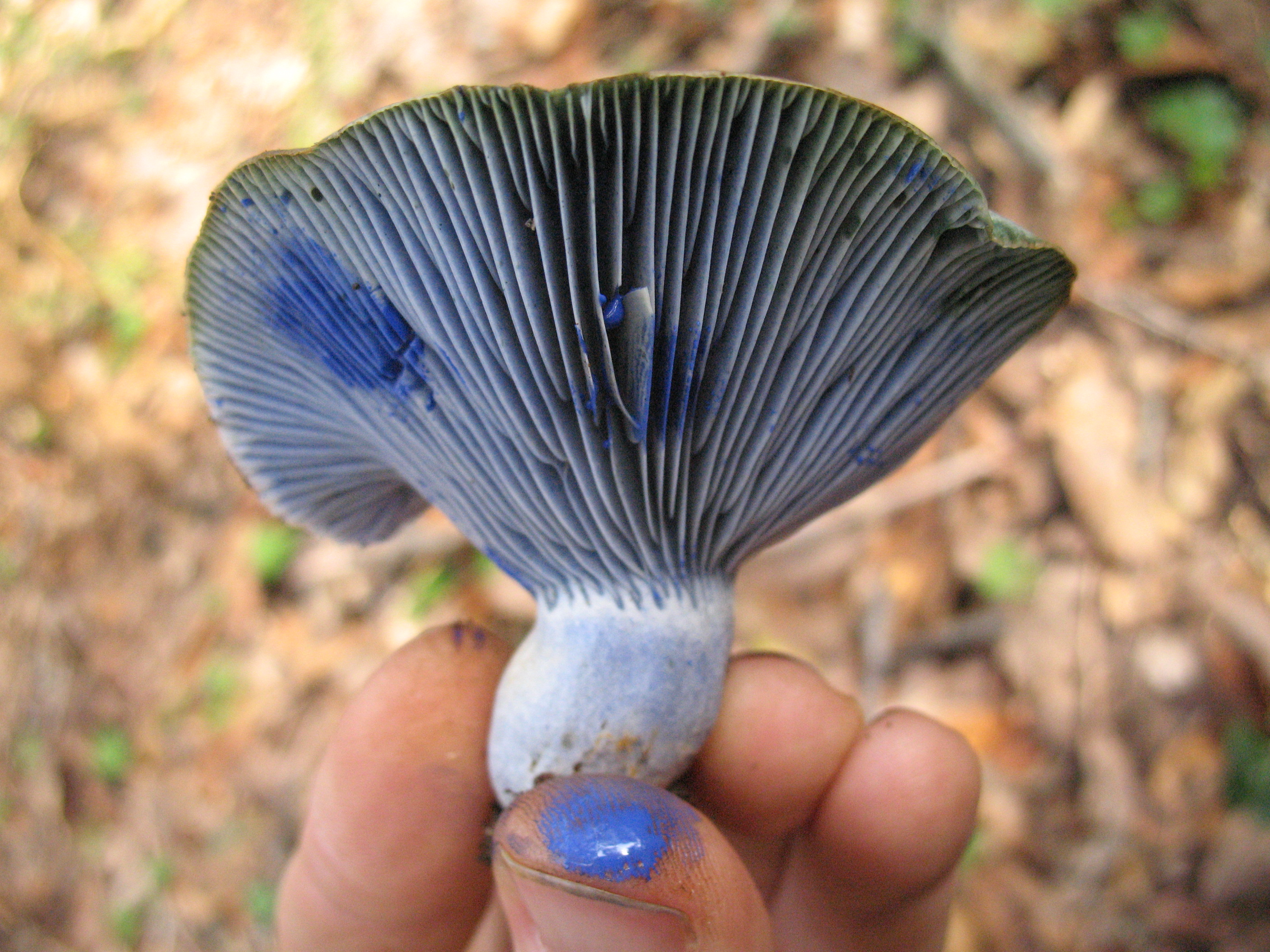
藍綠乳菇的乳汁是靛藍色的。

雖然藍綠乳菇是可食用的，但就其味道卻有不同的意見。例如美國真菌學家David Arora認為它們的味道超卓，但堪薩斯州的指引卻將它們的味道評為平庸。藍綠乳菇是稍苦、或辛辣，質感粗糙。由於肉質爽脆，故可以將它們切成薄片。當煮食時其藍色會消失，並變為灰色。由於肉質粗糙，所以並不適合風乾。含有豐富乳汁的可以在醃泡汁中加入顏色。
在墨西哥，於6月至11月有出售採集回來的野生藍綠乳菇。當地認為藍綠乳菇是「二級」美味。在瓜地馬拉於5月至10月也有出售藍綠乳菇。藍綠乳菇是中國雲南售賣的13種乳菇屬之一。

### 化學成份
化學分析墨西哥的藍綠乳菇含有95.1%的水份，每克含有4.3毫克的脂肪及13.4毫克的蛋白質。每克藍綠乳菇含有18.7毫克的膳食纖維，比雙孢蘑菇的6.6毫克高出很多。與其他三種食用菌（赭蓋鵝膏菌、Boletus frostii及黄枝瑚菌）比較，藍綠乳菇含最高的飽和脂肪酸，其中每克約有32.1毫克的硬脂酸。
藍綠乳菇的藍色其實是來自甘菊環。甘菊環是藍綠乳菇獨有的，但松乳菇也含有類似的化合物。

## 生態及分佈
藍綠乳菇是有菌根的，與一些樹根共生。地下的菌絲會在小根上長出一層組織，形成外生菌根，所生產的酶可以將有機物質礦物化，並協助傳送養份予樹。
由於藍綠乳菌與樹有密切的關係，它們的子實體一般會在落葉林及針葉林的地上長出。它們也在氾濫平原生長。在墨西哥，它們會與安第斯赤楊、美洲鵝耳櫪、美洲鐵木及楓香樹屬一同生長。在瓜地馬拉，它們會與擬北美喬松及其他松樹及橡樹種一同生長。在受控的實驗室環境下，藍綠乳菇可以在新熱帶的墨西哥白松、灰葉山松、卵果松及擬北美喬松長，與及歐亞大陸的地中海松、歐洲黑松、海岸松及歐洲赤松長出外生菌根。在哥斯達黎加，它們會與多種當地的橡樹下生長，包括Quercus seemannii、Quercus copeyensis、Quercus oocarpa、Quercus oleoides、Quercus corrugata及Quercus costaricensis。研究發現藍綠乳菇在墨西哥哈拉帕（Xalapa）的亞熱帶森林最高生長率是於6月至9月的雨季。
藍綠乳菇分佈在北美洲南部至東部，最普遍的是沿美國墨西哥灣沿岸地區及在墨西哥。David Arora指在亞利桑那州藍綠乳菇是會與西黃松一同生長，但在加利福尼亞州卻不會。在中國、印度、瓜地馬拉及哥斯達黎加也可以採集到藍綠乳菇。

## 外部連結
- YouTube影片 （页面存档备份，存于）